# Chelonus clypealis
Chelonus clypealis är en stekelart som beskrevs av Mccomb 1968. Chelonus clypealis ingår i släktet Chelonus och familjen bracksteklar. Inga underarter finns listade i Catalogue of Life.